# Plagiothecium formosicum
Plagiothecium formosicum är en bladmossart som beskrevs av Brotherus och A. Yasuda 1926. Plagiothecium formosicum ingår i släktet sidenmossor, och familjen Plagiotheciaceae. Inga underarter finns listade i Catalogue of Life.